# 葛耀中
葛耀中（1929年—），男，锡伯族，辽宁铁岭人，中国电力系统及其自动化专家，曾任西安交通大学教授、博士生导师。